# Крішс Ґрундманіс
Крішс Ґрундманіс (латис. Krišs Grundmanis; народився 13 лютого 1989, Даугавпілс, Латвія) — латвійський професіональний хокеїст. Амплуа — захисник, виступає в ризькому Динамо-Юніорс, виступав у складі юніорської збірної Латвії (U-18) та молодіжної збірної Латвії (U-20).